# Сен-Себастьен — Фруассар (станция метро)
Сен-Себастьен — Фруассар (фр. Saint-Sébastien – Froissart) — станция линии 8 Парижского метрополитена, расположенная в III округе Парижа. Названа по расположению на пересечении рю Сен-Себастьен и рю Фруассар

## История
- Станция открыта 5 мая 1931 года в составе пускового участка линии 8 Ришельё — Друо — Порт-де-Шарентон.
- Пассажиропоток по станции по входу в 2011 году, по данным RATP, составил 1 680 231 человек[3]. В 2013 году этот показатель вырос до 1 783 783 пассажиров (262 место по уровню входного пассажиропотока в Парижском метро)[4].

## Путевое развитие
С южной стороны от станции (при движении к Шемен-Вер) имеется пошёрстный съезд.

## Галерея

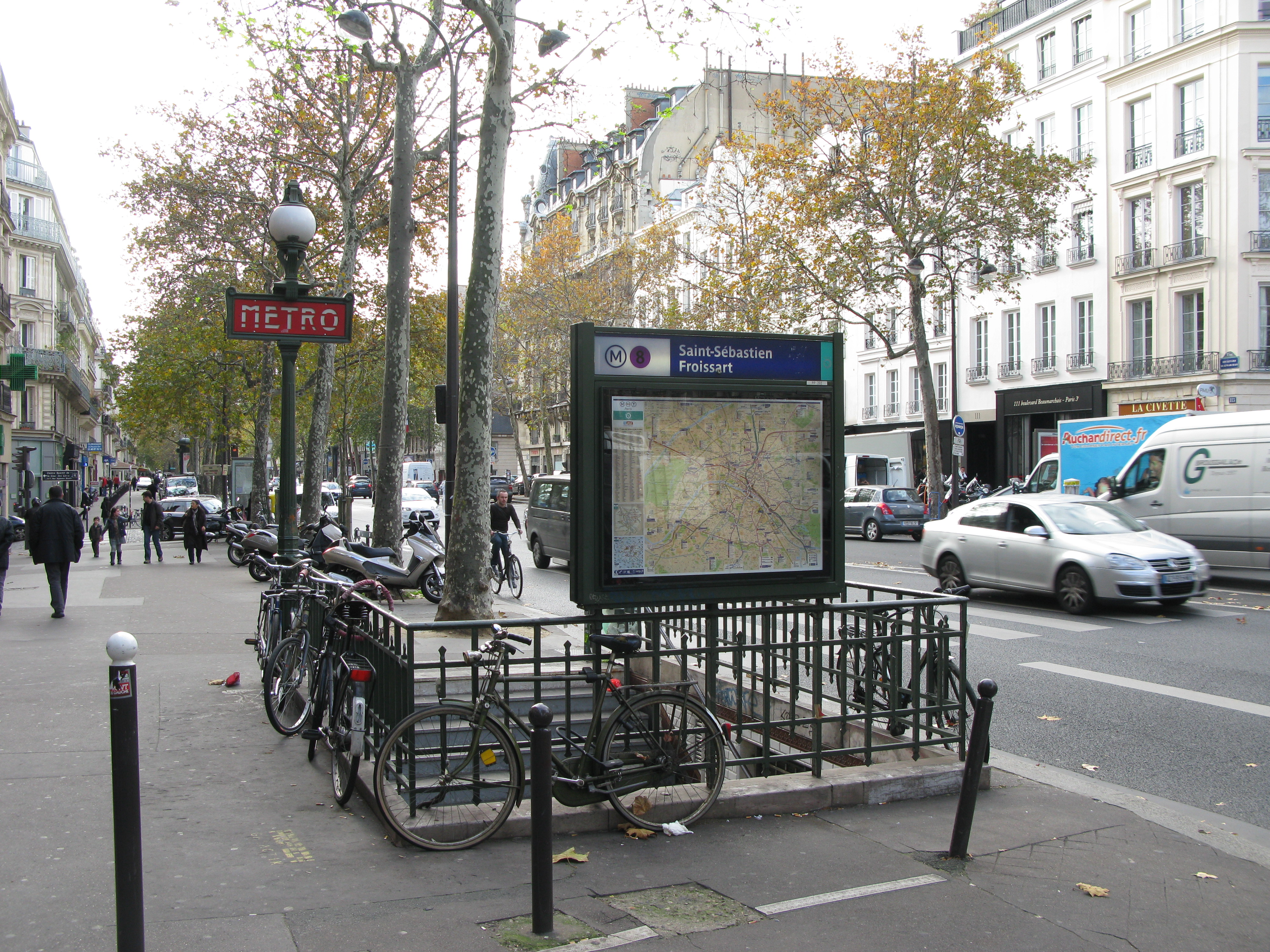
Выход на бульвар дес Фий-дю-Кальвер